# عبد العزيز أفتاتي
عبد العزيز أفتاتي (ولد بمدينة خنيفرة) سياسي مغربي، نائب برلماني عن دائرة وجدة أنكاد، عضو بالأمانة العامة لحزب العدالة والتنمية حتى يوليو 2012 في مؤتمر السابع للحزب، عندما رفض عبد الإله بنكيران تجديده في منصبه. وهو محسوب على ما يعرف إعلاميا بالجناح المحافظ للعدالة والتنمية.

## مسيرته

### أزمة بلدية وجدة
بعد المصادمات التي عرفتها مدينة وجدة بين التحالف الفائز في الانتخابات الجماعية المغربية سنة 2009 والسلطات، اكتسح حزب العدالة والتنمية فيها غالبية الأصوت، وجه افتاتي رسالة إلى سفير فرنسا بخصوص الاعتداء الذي تعرض به المحامي أبو بكر نور الدين مستشار حزب العدالة والتنمية بوجدة والذي يحمل الجنسية الفرنسية، والتي أحاطها فيها علماً بالوضعية الصحية الحرجة للمتعدى عليه.استدعي على اثره عبد الاله بنكيران أمام وزارة الداخلية، من أجل تبليغه رسميا التنديد القوي تجاه تصرف النائب البرلماني للحزب بوجدة. كما استعدت الخارجية المغربية سفير فرنسا بسبب رسالة أفتاتي.

### النشاط البرلماني
قرر استدعاء، بصفته عضو في لجنة المالية والتنمية الاقتصادية بمجلس النواب، مجموعة من مديري المؤسسات العمومية لتدارس التدبير المالي والإداري لهذه المؤسسات، التي وصفها بأنها إقطاعيات شخصية فوق القانون	«تعتبر المغاربة شغالين عند أهل مسؤولي هذه المؤسسات، ويعتبرون أنفسهم أسياد للمغاربة بدون خجل»'.
كان من بين القافلة السادسة «أميال من الابتسامات» التي زارت قطاع غزة من 5 أكتوبر إلى غاية 10 أكتوبر 2011، في إطار التضامن مع الشعب الفلسطيني والمطالبة برفع الحصار عن قطاع غزة. استقبله على اثر ذلك إسماعيل هنية في منزله.

### الربيع العربي
في الربيع العربي، وبعد انتهاء الانتخابات البرلمانية المغربية سنة 2011، والتي حصل فيها حزبه بالأغلبية، قال في لقاء نظمه حزبه بوجدة:
أعرب عن اعتراضه تعيين عزيز أخنوش وزيرا في حكومة بنكيران لأن استوزاره في نظره يمكن أن يؤشر على أشياء لها علاقة بالماضي الذي قرر الشعب أن يقطع معه.
يعارض أفتاتي بشدة سلطة ونفود فؤاد عالي الهمة على أجهزة الأمن والاستخبارات، واصفا الهمة ببن علي المغرب، وبأنه يريد حكم المغرب بحزب الأصالة والمعاصرة على الطريقة التونسية سابقاً.

## وصلات خارجية
- حزب العدالة والتنمية - الجهة الشرقية